# Ligue mexicaine de baseball 2009
Navigation
2008 2010
La saison 2009 de la Ligue mexicaine de baseball est la 85e édition de l'épreuve. Elle sacre les Saraperos de Saltillo, qui remportent le deuxième titre de leur histoire.
La saison a drainé 3 079 774 spectateurs au stade.

## Équipes de la saison 2009
Absents de la LMB depuis 2004, les Broncos de Reynosa sont de retour à la place des Potros de Tijuana.
| Groupe | Equipe                       | Ville                        | Stade                                       | Capacité |
| ------ | ---------------------------- | ---------------------------- | ------------------------------------------- | -------- |
| Nord   | Acereros de Monclova         | Monclova, Coahuila           | Estadio Monclova                            | 11 000   |
| Nord   | Broncos de Reynosa           | Reynosa, Tamaulipas          | Estadio Adolfo López Mateos                 | 10 000   |
| Nord   | Diablos Rojos del México     | Mexico                       | Foro Sol                                    | 27 940   |
| Nord   | Dorados de Chihuahua         | Chihuahua, État de Chihuahua | Estadio Monumental Chihuahua                | 14 500   |
| Nord   | Saraperos de Saltillo        | Saltillo, Coahuila           | Estadio Francisco I. Madero                 | 16 000   |
| Nord   | Sultanes de Monterrey        | Monterrey, Nuevo León        | Estadio de Béisbol Monterrey                | 27 000   |
| Nord   | Tecolotes de Nuevo Laredo    | Nuevo Laredo, Tamaulipas     | Estadio Nuevo Laredo                        | 8 000    |
| Nord   | Vaqueros Laguna              | Torreón, Coahuila            | Estadio Revolución                          | 12 000   |
| Sud    | Guerreros de Oaxaca          | Oaxaca, Oaxaca               | Estadio Lic. Eduardo Vasconcelos            | 7 200    |
| Sud    | Leones de Yucatán            | Mérida, Yucatán              | Estadio Kukulcán                            | 16 000   |
| Sud    | Olmecas de Tabasco           | Villahermosa, Tabasco        | Parque Centenario 27 de Febrero             | 10 500   |
| Sud    | Pericos de Puebla            | Puebla, Puebla               | Estadio Hermanos Serdán                     | 12 000   |
| Sud    | Petroleros de Minatitlán     | Minatitlán, Veracruz         | Parque 18 de marzo de 1938                  | 7 500    |
| Sud    | Piratas de Campeche          | Campeche, Campeche           | Estadio Nelson Barrera Romellón             | 6 000    |
| Sud    | Rojos del Águila de Veracruz | Veracruz, Veracruz           | Parque Deportivo Universitario "Beto Ávila" | 7 822    |
| Sud    | Tigres de Quintana Roo       | Cancún, Quintana Roo         | Estadio Beto Ávila                          | 9 000    |

## Saison régulière
| Nord         | Nord | Nord | Nord | Nord | Nord |
| Equipes      | Vic. | Déf. | Pct  | GB   | Pts  |
| ------------ | ---- | ---- | ---- | ---- | ---- |
| México       | 70   | 35   | .667 | -    | 16   |
| Reynosa      | 58   | 47   | .552 | 12   | 12   |
| Saltillo     | 59   | 48   | .551 | 12   | 13   |
| Monclova     | 57   | 50   | .533 | 14   | 12   |
| Laguna       | 55   | 51   | .519 | 15.5 | 12.5 |
| Monterrey    | 51   | 56   | .477 | 20   | 10.5 |
| Chihuahua    | 40   | 67   | .374 | 31   | 9    |
| Nuevo Laredo | 35   | 71   | .330 | 35.5 | 8    |

| Sud          | Sud  | Sud  | Sud  | Sud  | Sud |
| Equipes      | Vic. | Déf. | Pct  | GB   | Pts |
| ------------ | ---- | ---- | ---- | ---- | --- |
| Quintana Roo | 71   | 36   | .664 | -    | 15  |
| Yucatán      | 68   | 38   | .642 | 2.5  | 15  |
| Puebla       | 62   | 43   | .590 | 8    | 13  |
| Campeche     | 56   | 51   | .523 | 15   | 12  |
| Veracruz     | 51   | 56   | .477 | 20   | 11  |
| Oaxaca       | 42   | 63   | .400 | 28   | 9.5 |
| Tabasco      | 39   | 63   | .382 | 29.5 | 9   |
| Minatitlán   | 34   | 73   | .318 | 37   | 8.5 |

## Séries éliminatoires
|  | Quarts de finale | Quarts de finale | Quarts de finale | Quarts de finale |              |              | Demi-finales | Demi-finales | Demi-finales | Demi-finales |  |  | Finale | Finale | Finale | Finale |
|  |                  |                  |                  |                  |              |              |              |              |              |              |  |  |        |        |        |        |
|  |                  |                  |                  |                  |              |              |              |              |              |              |  |  |        |        |        |        |
|  |                  |                  |                  |                  |              |              |              |              |              |              |  |  |        |        |        |        |
|  | 4                | Laguna           | 4                | 4                |              |              |              |              |              |              |  |  |        |        |        |        |
|  | 4                | Laguna           | 4                | 4                |              |              |              |              |              |              |  |  |        |        |        |        |
|  | 1                | México           | 3                | 3                |              |              |              |              |              |              |  |  |        |        |        |        |
|  | 1                | México           | 3                | 3                | Laguna       | Laguna       | 0            | 0            |              |              |  |  |        |        |        |        |
|  | Nord             |                  |                  |                  | Laguna       | Laguna       | 0            | 0            |              |              |  |  |        |        |        |        |
|  |                  |                  | Saltillo         | Saltillo         | 4            | 4            |              |              |              |              |  |  |        |        |        |        |
|  | 3                | Saltillo         | Saltillo         | Saltillo         | 4            | 4            | 4            | 4            |              |              |  |  |        |        |        |        |
|  | 3                | Saltillo         |                  |                  |              |              |              | 4            |              |              |  |  |        |        |        |        |
|  | 2                | Reynosa          | 2                | 2                |              |              |              |              |              |              |  |  |        |        |        |        |
|  | 2                | Reynosa          | 2                | 2                | Saltillo     | Saltillo     | 4            | 4            |              |              |  |  |        |        |        |        |
|  |                  |                  |                  |                  | Saltillo     | Saltillo     | 4            | 4            |              |              |  |  |        |        |        |        |
|  |                  |                  | Quintana Roo     | Quintana Roo     | 2            | 2            |              |              |              |              |  |  |        |        |        |        |
|  | 4                | Campeche         | Quintana Roo     | Quintana Roo     | 2            | 2            | 3            | 3            |              |              |  |  |        |        |        |        |
|  | 4                | Campeche         |                  |                  |              |              |              |              |              |              |  |  |        |        |        |        |
|  | 1                | Quintana Roo     | 4                | 4                |              |              |              |              |              |              |  |  |        |        |        |        |
|  | 1                | Quintana Roo     | 4                | 4                | Quintana Roo | Quintana Roo | 4            | 4            |              |              |  |  |        |        |        |        |
|  | Sud              |                  |                  |                  | Quintana Roo | Quintana Roo | 4            | 4            |              |              |  |  |        |        |        |        |
|  |                  |                  | Puebla           | Puebla           | 1            | 1            |              |              |              |              |  |  |        |        |        |        |
|  | 2                | Puebla           | Puebla           | Puebla           | 1            | 1            | 4            | 4            |              |              |  |  |        |        |        |        |
|  | 2                | Puebla           |                  |                  |              |              |              | 4            |              |              |  |  |        |        |        |        |
|  | 3                | Yucatán          | 1                | 1                |              |              |              |              |              |              |  |  |        |        |        |        |
|  | 3                | Yucatán          | 1                | 1                |              |              |              |              |              |              |  |  |        |        |        |        |
|  |                  |                  |                  |                  |              |              |              |              |              |              |  |  |        |        |        |        |

## Annexe